# Medi rural

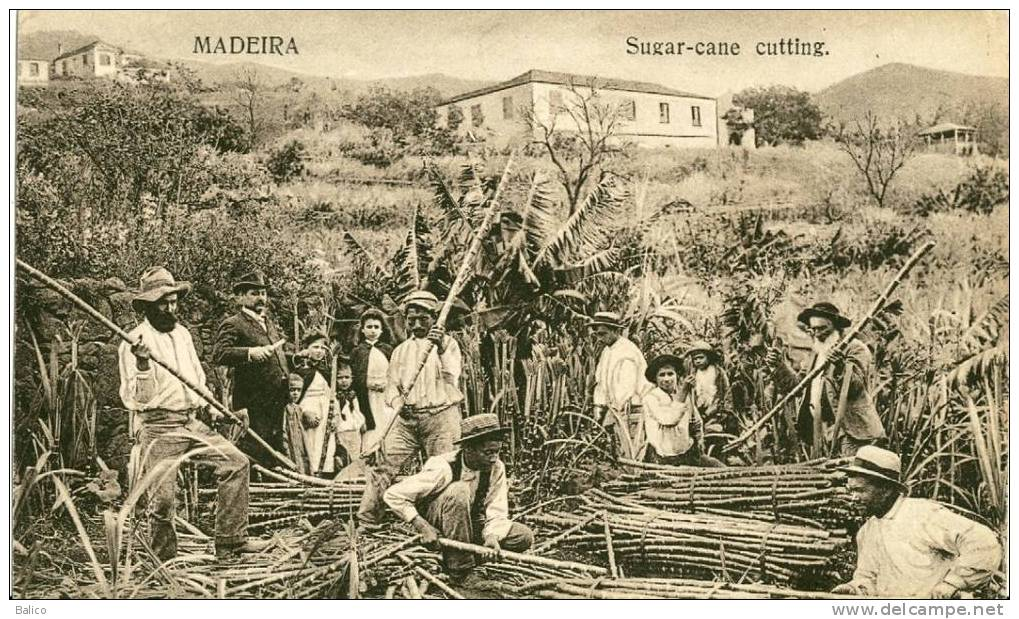
Escena rural tradicional de la zafra (collita de la canya de sucre) a Madeira.

Medi rural o paisatge rural són conceptes que identifiquen a l'espai geogràfic qualificat com a rural, és a dir, com a oposat a l'urbà (al poble per oposició a la ciutat). És estudiat per la geografia rural.
Una comunitat és rural quan per la seva oferta de recursos naturals, els seus habitants aconsegueixen desenvolupar un sentit de pertinença al territori tal que es disposen a construir una societat sobre la base d'aquests recursos.
És equivalent als usos habituals dels termes "camp" i "agro". No s'ha de confondre l'agrari amb l'agrícola, doncs mentre el primer inclou la totalitat del rural, el segon es limita a l'agricultura (sense incloure la ramaderia o altres activitats rurals). De vegades s'utilitza el terme "agropecuari".
El concepte del rural s'aplica, en diferents escales, al territori d'una regió o d'una localitat els usos econòmics de la qual són les activitats agropecuàries, agroindustrials, extractives, de silvicultura i de conservació ambiental. Depenent de cada legislació, hi ha figures jurídiques que ho protegeixen o delimiten (com a àrea no urbanitzada o no urbanitzable, diferenciada de les àrees urbanes o d'expansió urbana), especialment per a la limitació del creixement urbà.
El paisatge rural inclou també les zones dedicades a altres usos (residencials, industrials, de transport o de serveis) en els municipis classificats prèviament com a rurals (atenent a criteris numèrics de població —a Espanya nuclis de menys de 10.000 habitants, en altres països més o menys— o funcionals —que el sector econòmic predominant sigui el primari—). Es distingeix davant del de paisatge rural (més inclusiu) el concepte de paisatge agrari (limitat als usos pròpiament agropecuaris, agroindustrials, extractius, de silvicultura i de conservació ambiental), encara que també se sol incloure com a element del paisatge agrari l'hàbitat rural tradicional, sobretot quan és dispers. El paisatge rural presenta una gran diversitat, que parteix de les seves molt diferents aspectes físiques (geomorfologia, clima) i de la seva ocupació humana (factors històrics, jurídics, econòmics, etc.) Els elements característics del paisatge rural són el bestiar i els cultius, així com les diferents instal·lacions i equipaments utilitzats en cada forma de cultiu (secà o regadiu, ramaderia i agricultura intensiva o extensiva, de subsistència o de mercat, monocultiu o policultiu); i especialment les parcel·les, que es classifiquen per la seva grandària (no necessàriament coincident amb els termes latifundi i minifundi, indicadors de la concentració de la propietat), forma i característiques (camps oberts -openfield, rang, township- i camps tancats -bocage-, etc.)

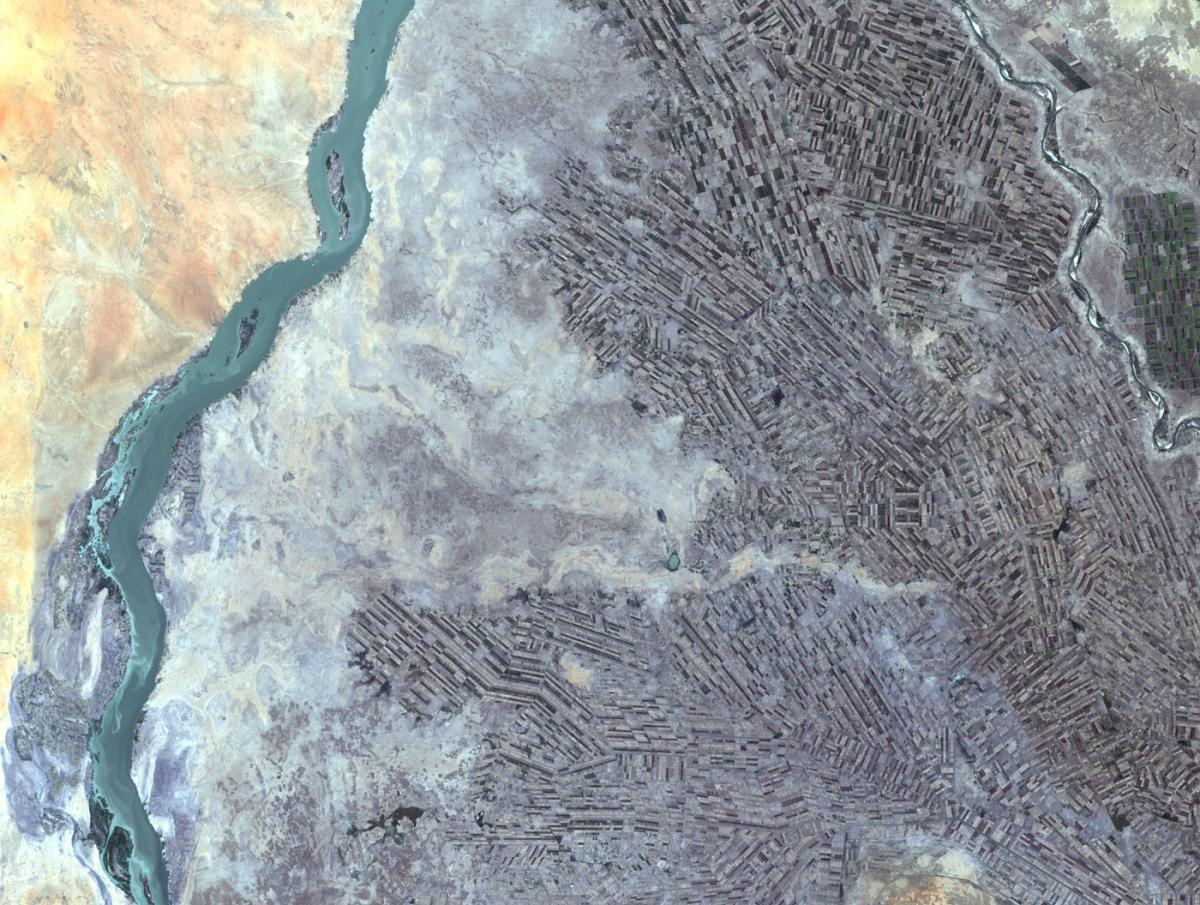
Imatge de satèl·lit d'una gran extensió de parcel·les rectangulars dedicades al cultiu de cotó, entre el Nil Blanc i el Nil Blau, al Sudan.
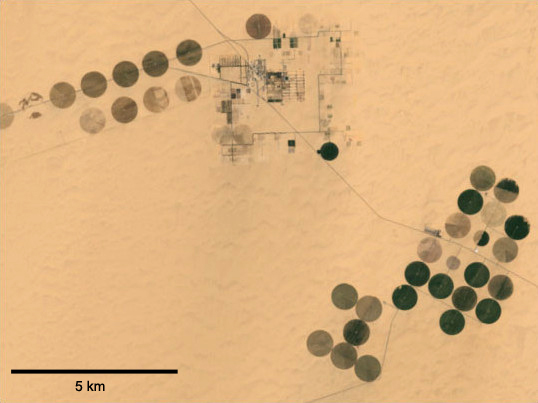
Imatge de satèl·lit de grans parcel·les circulars irrigades amb dispositius mòbils de reg per aspersió, en el Sàhara egipci.
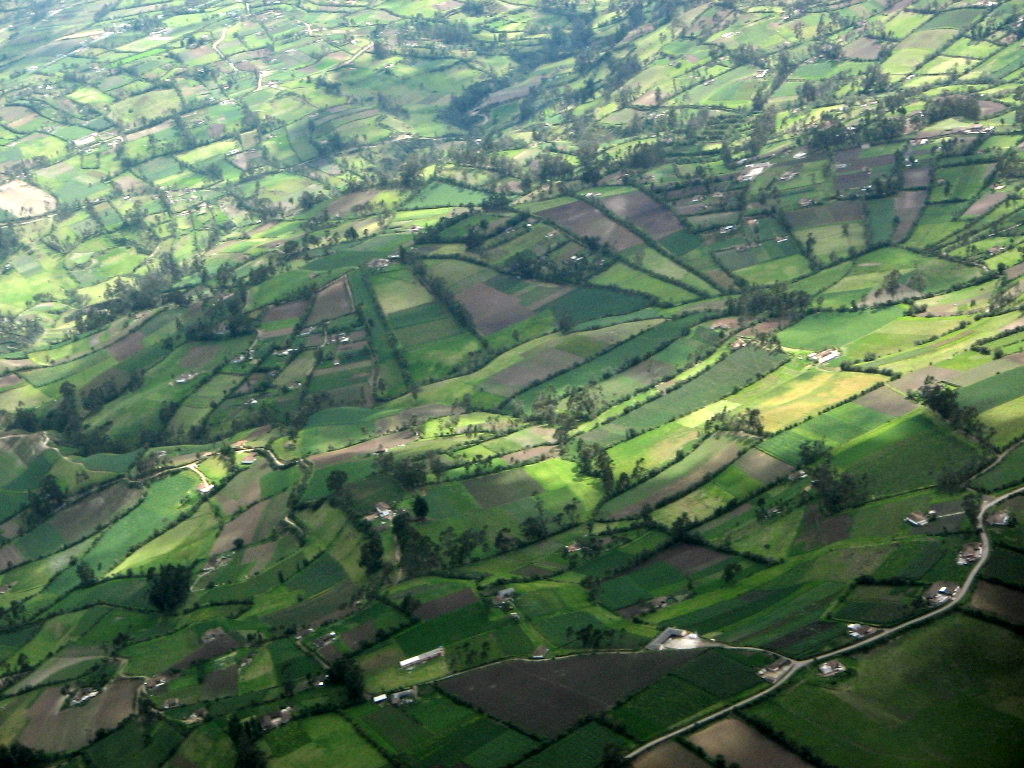
Foto aèria d'una zona de petites parcel·les de formes irregulars delimitades amb tanques, en el Nudo de los Pastos de Colòmbia.

La definició de "espai" o "medi rural" és necessàriament tan ambigua com la de l'espai urbà, atès que els criteris de determinació de quin sigui un nucli de població rural enfront d'un urbà no són uniformes: els criteris quantitatius (nombre d'habitants) són diferents a cada país o regió, mentre que els criteris qualitatius (funcions o indicadors socioeconòmics) estan afectats per diferents distorsions, especialment les produïdes per la globalització, que ha homogeneïtzat i terciaritzat les formes de vida a tot el món, afectant també a l'espai rural; en les activitats pròpies del qual s'han centrat especialment molts dels més recents avanços científics, genètics i tècnics. A més, davant de l'èxode rural tradicional (emigració del camp a la ciutat); el denominat "èxode urbà" o "neo-ruralització" propi de les societats postindustrials ha portat de la ciutat al camp a un significatiu nombre de persones, bé transitòriament o bé de manera definitiva, per diferents raons (oci i descans, iniciatives de repoblació rural, teletreball, turisme rural, etc.)

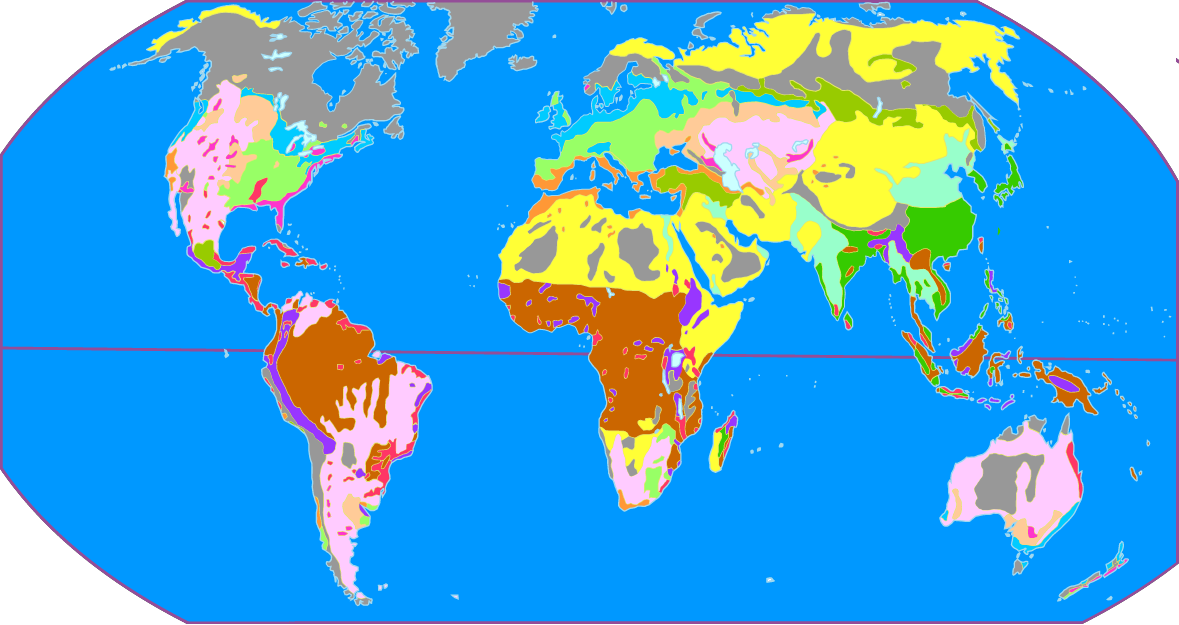

Distribució mundial dels paisatges agraris proposats per Derwent Stainthorpe Whittlesey:

■ Groc: ramaderia nòmada -Sàhara, Gobi, zones àrtiques-

■ Rosa suau i marró suau: ramaderia extensiva de mercat i ranxos estabulats -zones de baixes precipitacions de l'oest d'Amèrica del Nord, Amèrica del Sud (Veneçuela, Argentina, gran part de Brasil), Àfrica meridional, Àsia central o Austràlia-

u Marró intens: agricultura de fregues o tala i crema -en zones tropicals com Amazònia, Centre d'Àfrica, Indonèsia-

■ Morat: agricultura sedentària tradicional de zones tropicals -Etiòpia, Grans Llacs d'Àfrica, Senegal, zones dels Andes i Mesoamèrica, zones de Birmània, de les Filipines, interior de Nova Guinea-

■ Verd intens: agricultura intensiva de subsistència amb ricicultura dominant -en el Sud-est asiàtic-

■ Verd suau: agricultura intensiva de subsistència sense ricicultura dominant -en zones de menor pluviositat d'Àsia (Xina septentrional, Índia occidental, Mesopotàmia), Vall del Nil i zones d'Àfrica meridional-

■ Rojo: agricultura de plantació -monocultius comercials tropicals com el cafè, la canya de sucre, el cacau, el cautxú-

■ Taronja: agricultura mediterrània -sud d'Europa, Magrib, Llevant mediterrani, zones de Califòrnia, Xile i Sud-àfrica-

■ Verd intermedi 1: agricultura extensiva cerealista de mercat -en els grain belt i corn belt dels Estats Units, la condició extensiva o intensiva de l'explotació és molt variable, però en tot cas s'orienten al mercat; la pròpia divisió regional de belts o "cinturons" és un concepte discutit-

■ Verd intermedi 2: ramaderia i agricultura cerealista intensives de mercat -gran plana europea-

■ Verd intermedi 3: ramaderia i agricultura de subsistència en latituds mitjanes, sotmesa a fortes transformacions recents que les orienten a produir per al mercat -interior de Turquia i altres zones del Orient proper, zones de l'antiga Unió Soviètica, zones de Mèxic-

■ Blau: ramaderia lletera -zones del nord d'Europa, zones entre Canadà i els Estats Units denominades dairy belt-

■ Rosa intens: horticultura especialitzada -zones del sud i est dels Estats Units, al sud denominades cotton belt per la dominància del cotó-

■ Gris: zones improductives

Vegeu altres versions simplificades i actualitzades basades en la divisió: agricultura de subsistència (itinerant - intensiva - extensiva - ricicultura) / agricultura de mercat (de plantació - mediterrània - cerealista extensiva mecanitzada - policultiu i pastures intensiva per a l'alimentació).

## Altres definicions i característiques
En parlar del paisatge rural, destaca el fet que aquest no sigui uniforme, distingint tradicionalment a Europa, camps tancats i camps oberts, amb variants intermèdies, fruit de condicionaments no solament naturals sinó, sobretot, jurídics i històrics.
Encara que tradicionalment aquestes àrees hagin estat primàriament utilitzades per l'agricultura o ramaderia, actualment grans superfícies poden estar protegides com una àrea de conservació del medi ambient (flora, fauna o uns altres recursos naturals), terres indígenes, reserves extractivistes i tenir una altra importància econòmica, per exemple, a través del turisme rural o ecoturisme.

## Ordenament del territori a Amèrica Llatina i el Carib.
Per delimitar l'àrea rural cada país a Amèrica Llatina i el Carib utilitzen criteris particulars, com per exemple: (i) quantitat d'habitants, (ii) grandària de l'assentament poblacional, (iii) disponibilitat de serveis bàsics, (iv) població econòmicament activa. Si ben no existeix un únic criteri per definir les àrees rurals, no obstant això és molt comuna considerar definicions excloents entre el concepte de territori urbà i el rural, no considerant àrees intermèdies. En pocs casos, com a Colòmbia, la legislació d'ordenament territorial considera el concepte d'àrea d'expansió urbana, referint-se a zones que sent rurals, per estar molt properes del límit de la zona urbana, pugues, previsiblement canviar d'ús del sòl cap a activitats característiques de l'àmbit urbà.
La necessitat d'establir criteris objectius per definir àrees rurals i urbanes, ha portat a establir alguns paràmetres que permeten aclarir aquests conceptes, necessaris per a la formulació de polítiques públiques i l'assignació de recursos públics. En aquest sentit, pot considerar-se una caracterització qualitativa, tenint en compte aspectes jurídics, administratius i les activitats econòmiques desenvolupades a l'àrea; i una caracterització quantitativa, considerant la distribució espacial i la densitat de la població.
D'altra banda, cal considerar que l'organització de l'espai, en particular entre les comunitats de les poblacions naturals de les regions rurals, respon a les seves particulars cosmovisions.

### Caracterització qualitativa
Aspectes jurídics administratius. Els instruments que tracten el tema van des de la constitució política, fins a lleis i polítiques públiques que procuren emmarcar el concepte de ruralitat. Per exemple:
- Mèxic: La Llei General de Població (gener de 1974) crea el Consejo Nacional de Planeación, la llei no estableix una definició formal de zona rural, no obstant això en els últims censos nacionals s'ha adoptat el criteri de considerar com a urbanes les poblacions amb més de 2,500 habitants.

- Perú: La Llei Orgànica de Municipalitats (maig de 2003) defineix com a municipalitats rurals aquelles en les quals la població urbana no supera el 50% del total de la població del municipi.
- Colòmbia: El Departamento Nacional de Planeación (DNP) entén per zona rural l'espai territorial comprès entre el límit de la capçalera municipal i el límit del municipi.

- Brasil, Panamà, Paraguai i Uruguai, defineixen qualitativament les zones rurals per exclusió; es consideren rurals aquelles zones que no presenten els paràmetres per ser considerada com a urbana, o la que no és ciutat o vila.

- Cuba, Nicaragua, Hondures, i Veneçuela, defineixen les zones rurals i urbanes sobre la base de la densitat o al nombre de persones que habiten un determinat territori.

Activitats desenvolupades a la zona. A les zones rurals predominen les activitats primàries, com: el cultiu, pesca, mineria, extracció forestal, i altres activitats agropecuàries.

### Caracterització quantitativa
Als països d'Amèrica Llatina i en el Carib, el nombre d'habitants que resideixen en una determinada zona és el mètode més utilitzat per diferenciar l'espai urbà de l'espai rural. La majoria dels països consideren que el límit per considerar que una àrea és urbana és el d'explicar almenys amb 2 mil habitants. Poblats menors es considerarien rurals.
Les zones rurals al seu torn es poden catalogar en dos grans grups: zona rural dispersa; i zona rural nucleada.
La zona rural dispersa al seu torn pot ser:
- De molt baixa densitat poblacional – (menys de 15 hab./km²)
- De baixa densitat poblacional (entre 15 i 30 hab./km²)

La zona rural nucleada pot ser:
- De regular densitat poblacional (entre 30 i 60 hab./km²)
- D'alta densitat poblacional (més de 60 hab./km²)

La precisió de la paraula desenvolupar ens porta a pensar en l'acció per al desenvolupament, la qual requereix de forces internes i externes als individus; existeixen també factors d'embranzida i atracció per entrar en un procés de desenvolupament. En aquest punt obrim la discussió sobre el desenvolupament, no com a concepte monolític, sinó com un conjunt d'idees teòriques i filosòfiques dinàmiques sobre les diferents formes de progressar, créixer o acréixer diversos àmbits de la vida social a partir d'accions concretes i significatives.

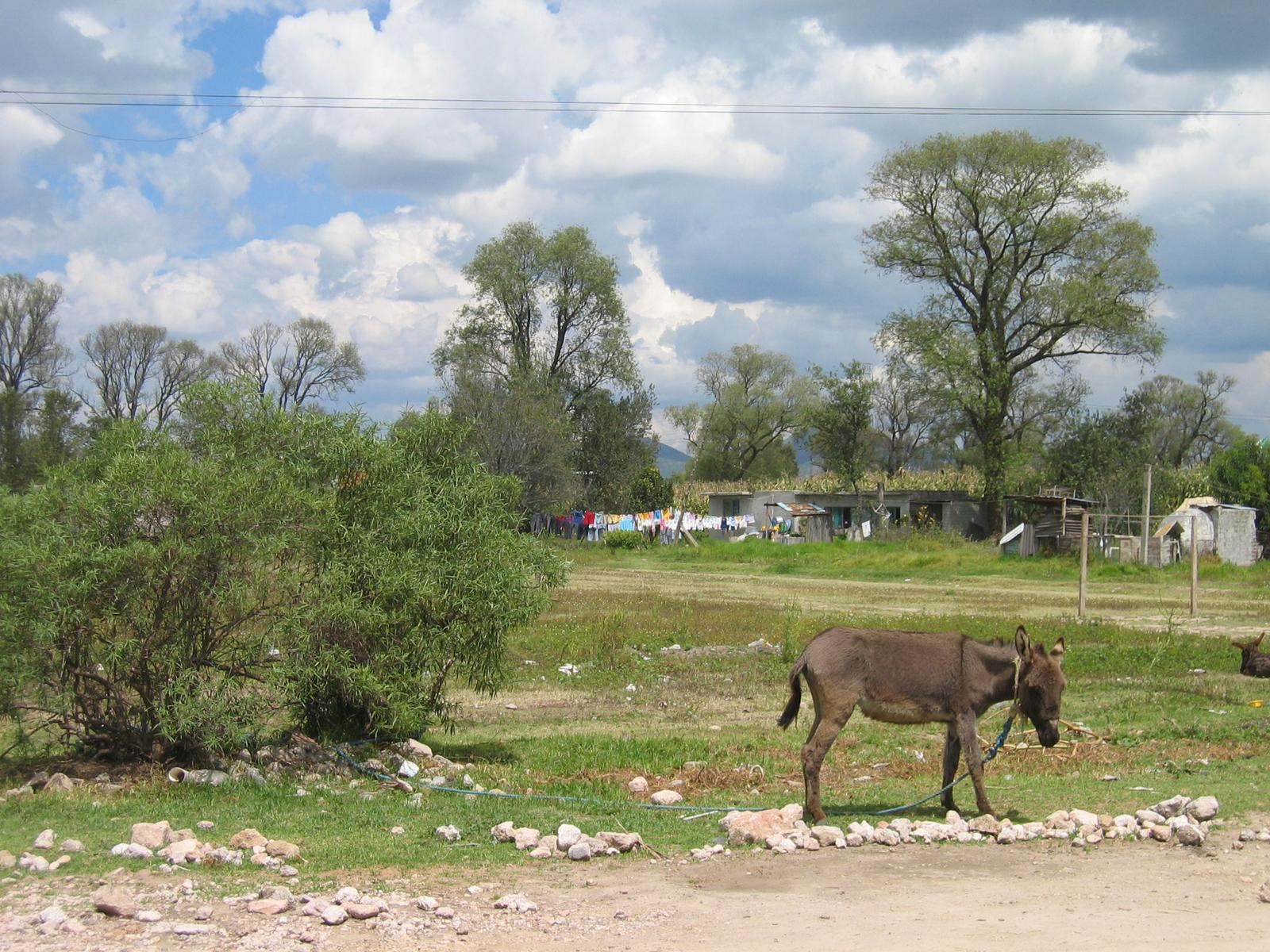
Ejido a Texcoco (municipi).
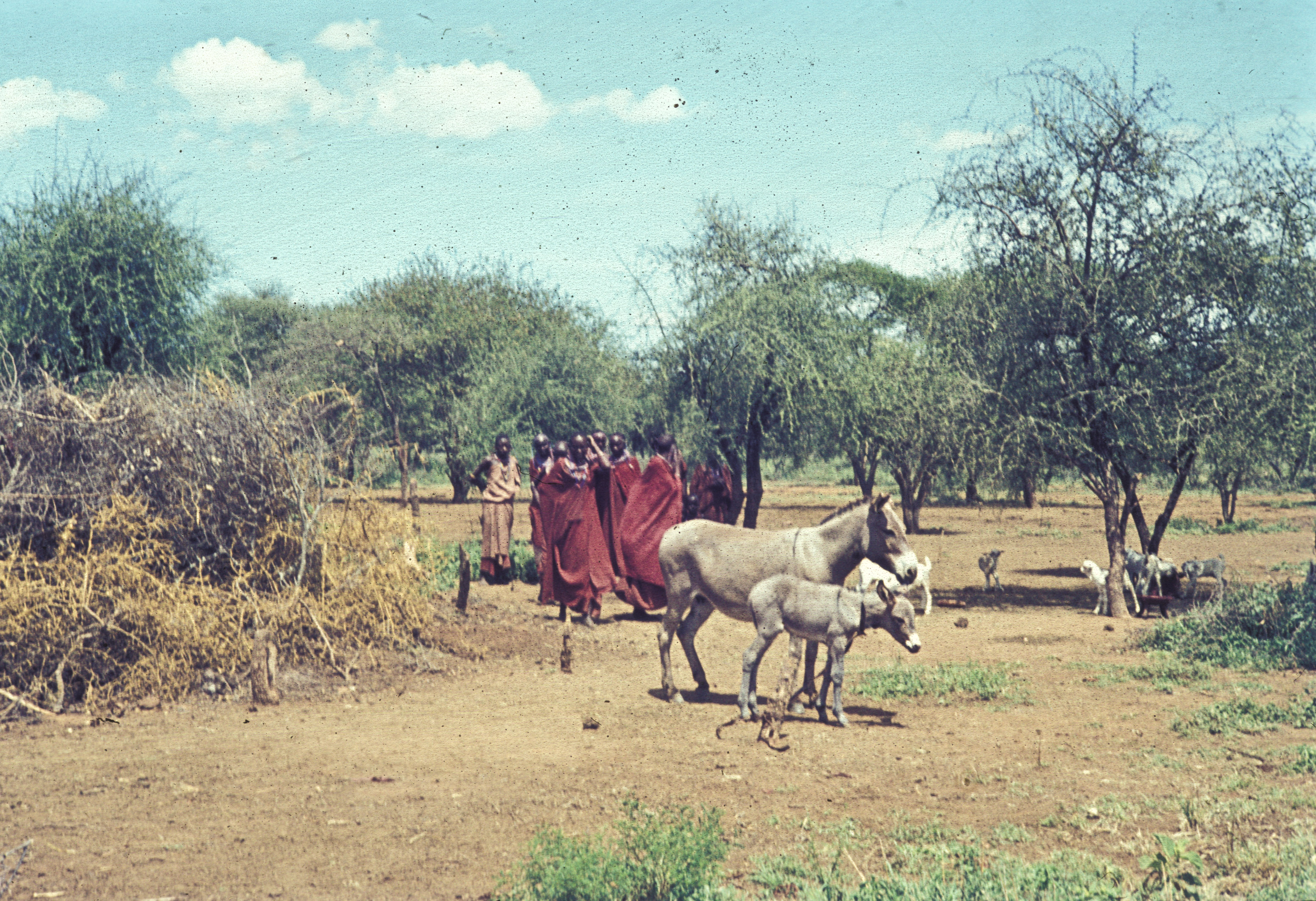
Escena rural al voltant d'un poblat massai.
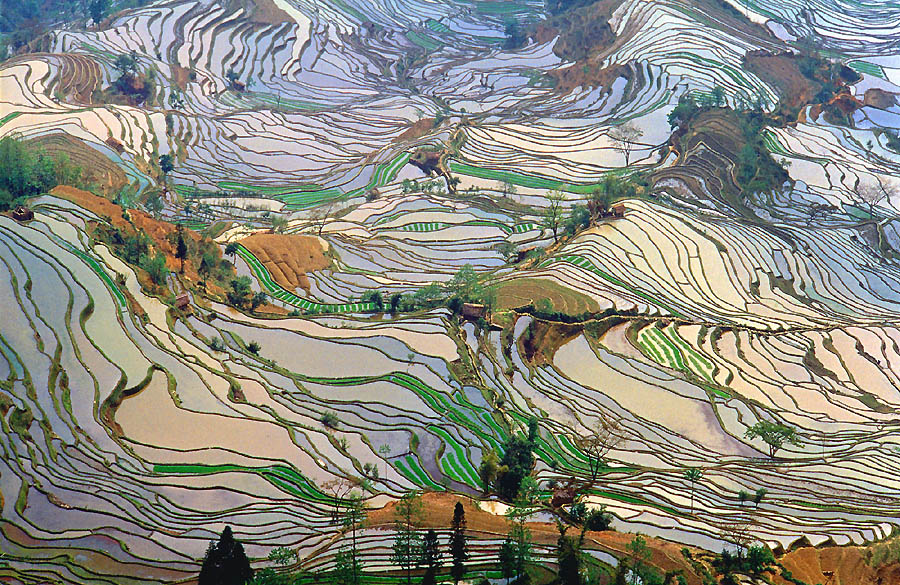
Terrasses d'irrigació a Yunnan.
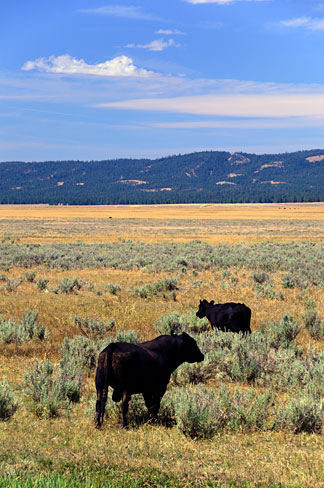
Vaques pastant a la praderia d'Oregon.

## Ordenament del territori a l'Espanya rural
Si s'estableix el límit de mitjà rural en municipis amb menys de 2.000 habitants, existeixen al voltant de 5.800 municipis en els quals residirien uns 3 milions d'habitants a Espanya. Destaca el fet que, en molts casos, cada municipi inclou diverses pedanies o entitats locals menors, amb el que el nombre de localitats rurals és major i, per tant, el nombre d'habitants per localitat disminueix.
cal assenyalar les grans diferències en la grandària dels assentaments humans en el mitjà rural. Com a exemple a Espanya, destaca –entre municipis de menys de 2.000 habitants– la diferència entre els 327 habitants de mitjana per municipi a Castella i Lleó davant dels 864 a Andalusia (INE el 2006. Nota: no conta les pedanies, per la qual cosa contant els nuclis de població les xifres variarien augmentant les diferències, ja que Castella i Lleó té més pedanies per municipi que Andalusia).